# Communauté de communes du Seignanx
Die Communauté de communes du Seignanx ist ein französischer Gemeindeverband mit der Rechtsform einer Communauté de communes im Département Landes in der Region Nouvelle-Aquitaine. Sie wurde am 23. Dezember 1993 gegründet und umfasst acht Gemeinden. Der Verwaltungssitz befindet sich im Ort Saint-Martin-de-Seignanx.

## Mitgliedsgemeinden
| Gemeinde                           | Einwohner 1. Januar 2022 | Fläche km² | Dichte Einw./km² | Code INSEE | Postleitzahl |
| ---------------------------------- | ------------------------ | ---------- | ---------------- | ---------- | ------------ |
| Biarrotte                          | 350                      | 4,90       | 71               | 40042      | 40390        |
| Biaudos                            | 1.022                    | 15,59      | 66               | 40044      | 40390        |
| Ondres                             | 6.194                    | 15,13      | 409              | 40209      | 40440        |
| Saint-André-de-Seignanx            | 1.913                    | 19,49      | 98               | 40248      | 40390        |
| Saint-Barthélemy                   | 421                      | 5,66       | 74               | 40251      | 40390        |
| Saint-Laurent-de-Gosse             | 735                      | 17,39      | 42               | 40268      | 40390        |
| Saint-Martin-de-Seignanx           | 6.123                    | 45,35      | 135              | 40273      | 40390        |
| Tarnos                             | 12.900                   | 26,26      | 491              | 40312      | 40220        |
| Communauté de communes du Seignanx | 29.658                   | 149,77     | 198              | –          | –            |